# Rossija K
Rossija K (ros. Россия К, pol. „Rosja K”) – publiczna rosyjska stacja telewizyjna o profilu kulturalnym. „Rossija K”, nazywana „Kanałem Kulturą”, nie nadaje reklam, wyłącznie podawane są informacje kulturalne, filmy dokumentalne oraz relacje z wydarzeń artystycznych.
25 sierpnia 1997 Borys Jelcyn wydał dekret o utworzeniu kanału „Kultura”, który rozpoczął nadawanie 1 listopada 1997. Do 1 stycznia 1998 nazywał się RTR-2, następnie „Kultura”. Od 1 stycznia 2010 roku nosi nazwę „Rossija K”.
Ze względu na dużą rozpiętość terytorium Rosji program emitowany jest w czterech wariantach dla poszczególnych stref czasowych: numer 1 wyprzedzający czas moskiewski o 7 godzin (czas Władywostoku, UTC+10:00), numer 2 wyprzedzający czas moskiewski o 4 godziny (czas Krasnojarska, UTC+7:00), numer 3 wyprzedzający czas moskiewski o 2 godziny (czas Jekaterynburga, UTC+5:00), oraz wariant emitowany w czasie moskiewskim (UTC+3:00).

## Logo
- Do 31 grudnia 1997 logo było w lewym górnym rogu, od 1 stycznia 1998 do 31 sierpnia 2002 w lewym dolnym rogu, a od 1 września 2002 w prawym górnym rogu.

- 1 listopada 1997 – 31 grudnia 1997: w niebieskim pochylonym prostokącie są stylizowane i pochylone dwoma kreskami litery PTP, w złotym (inne kolory: zielone, czerwone, pomarańczowe) pochylonym kwadracie jest pochylona cyfra 2, a pod spodem był napis Kultura. Tego loga na ekranie nie było (bo zamiast tego było logo RTR z lat 1993–1997).

- 1 stycznia 1998 – 14 września 2001: niebieska litera „K” ze złotą literą „K” napisaną kaligraficzną czcionką;

- 15 września 2001 – 31 sierpnia 2002: litera „K” napisana kaligraficzną czcionką, obok niej flaga Rosji;

- 1 września 2002 – 31 grudnia 2009: podobne do poprzedniego, ale zamiast litery „K” był napis „Kultura” (ros. Культура). Flaga Rosji była „przekrzywiona”. W prasie pod napisem „Kultura” był niepogrubiony napis „Telekanał” (ros. телеканал).

- 1 stycznia 2010 – obecnie: w niebieskim prostokącie napis „Rossija”, obok niego w czerwonym kwadracie kaligraficzna litera „K”.